# Classilla
Classilla is een internetsuite die bestaat uit een webbrowser, een e-mailclient, een HTML-editor en een IRC-client. Het is beschikbaar voor Mac OS op PowerPC-systemen. Classilla is gebaseerd op Mozilla-code en maakt gebruik van de layout-engine Clecko, een afsplitsing (fork) van Gecko. De naam is een samentrekking van het klassieke MacOS "Classic" en "Mozilla". Het heeft heel wat eigenschappen gemeen met SeaMonkey, waaronder een "composer" en een webbrowser. ChatZilla, een IRC-programma, is niet meer inbegrepen sinds versie 9.1. De laatste versie is 9.3.3 en werd uitgegeven op 28 oktober 2014.

## Functies
- HTML 4.01- en XHTML-pagina's bekijken. Ondersteuning voor HTML 5 is deels aanwezig.
- HTML-pagina's bewerken
- Afbeeldingen opslaan naar de harde schijf
- Bladwijzers
- Tabbladen
- Surfgeschiedenis bijhouden